# Râul Galbenu, Lotrișorul
Râul Galbenu este un curs de apă, afluent de dreapta al râului Lotrișorul.

## Afluenți
Râul Galbenu nu are afluenți semnificativi pentru a fi notabili.